# Euplexia melanocycla
Euplexia melanocycla là một loài bướm đêm trong họ Noctuidae.